# Ritirata da Lạng Sơn
La ritirata da Lạng Sơn (in francese retraite de Lang-Son) fu una controversa ritirata strategica effettuata alla fine di marzo 1885 da due brigate dell'esercito francese nel Tonchino, durante la guerra franco-cinese (agosto 1884-aprile 1885). La ritirata causò la crisi politica ricordata come affare del Tonchino, la conseguente caduta del governo di Jules Ferry e la fine della guerra franco-cinese in condizioni considerate umilianti per la Francia.

## Contesto
Tra il febbraio e l'inizio di marzo del 1885, il Corpo di spedizione del Tonchino ottenne importanti vittorie sugli eserciti cinesi. Con la campagna di Lạng Sơn espulse l'Esercito del Guanxi dal Tochino; con la battaglia di Đồng Đăng entrò nel territorio cinese; con la battaglia di Hòa Mộc liberò la guarnigione francese assediata a Tuyên Quang. Ma tra il 23 e il 24 marzo 1885 i cinesi ottennero un'importante vittoria nella battaglia di Bang Bo, a seguito della quale i francesi, demoralizzati e a corto di munizioni, si ritirarono verso Lạng Sơn.

## La battaglia di Ky Lua

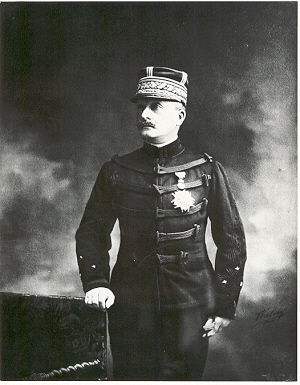
Il generale François Oscar de Négrier (1842–1913)

Dopo la vittoria nella battaglia di Bang Bo, i cinesi inseguirono lentamente i francesi in ritirata. Il 28 marzo 1885 il generale de Négrier combatté a Ky Lua una battaglia in difesa di Lạng Sơn. Poco prima di mezzogiorno i cinesi lanciarono un attacco frontale alle posizioni francesi, avanzando in dense colonne. De Négrier ordinò al tenente colonnello Paul-Gustave Herbinger di contrattaccare l'ala sinistra cinese con i battaglioni di Diguet e Farret. L'attacco, sostenuto dall'artiglieria, ebbe pieno successo e alle 16 Herbinger aveva cacciato l'ala sinistra dell'Esercito del Guangxi dalle colline a nord-est di Ky Lua. Alle 17:00 l'Esercito del Guangxi era in piena ritirata e aveva lasciato solo una retroguardia per scoraggiare l'inseguimento. Le perdite francesi a Ky Lua furono di 7 uomini uccisi e 38 feriti. Verso la fine della battaglia, de Négrier fu gravemente ferito al petto mentre esplorava le posizioni cinesi. Fu costretto a cedere il comando a Herbinger, il suo comandante di reggimento più anziano.
Herbinger era un noto teorico militare che si era guadagnato una rispettabile reputazione sul campo di battaglia durante la guerra franco-prussiana, ma il comando sul campo in Tochino era decisamente fuori dalla sua portata. Diversi ufficiali francesi avevano già commentato in modo negativo le sue prestazioni durante la campagna di Lạng Sơn e la battaglia Bang Bo, dove aveva malamente fallito un attacco alle posizioni cinesi. Inoltre, soffriva di malaria e la sua debilitazione fisica potrebbe aver compromesso la sua capacità di giudizio.

## La ritirata

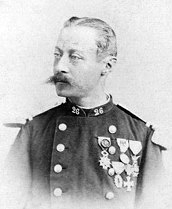
Il tenente colonnello Paul-Gustave Herbinger (1839–1886)

Quando assunse il comando della brigata, Herbinger fu preso dal panico. Si convinse che i cinesi si stavano preparando ad accerchiare Lạng Sơn e a tagliare la sua linea di rifornimento. Incurante delle proteste di alcuni dei suoi ufficiali, ordinò alla 2ª brigata di abbandonare Lạng Sơn la sera del 28 marzo 1885 e di ritirarsi verso Chũ. La ritirata fu inizialmente condotta in due colonne. Herbinger guidò i battaglioni di linea verso Thanh Moy, mentre Schoeffer guidò i due battaglioni della Legione verso Dong Song. Temendo che la batteria d'artiglieria comandata da Martin rallentasse la ritirata, Herbinger ordinò a Martin di gettare i cannoni nel fiume Song Ki Cong, dove furono poi recuperati dai cinesi. Anche il forziere della brigata fu gettato nel fiume. Prima dell'inizio della ritirata Herbinger inviò un telegramma al generale Louis Brière de l'Isle ad Hanoi, sostenendo di non avere abbastanza munizioni per combattere una seconda battaglia per Lạng Sơn e annunciando la sua decisione di ritirarsi. Fece quindi tagliare il cavo telegrafico, togliendo a Brière de l'Isle la possibilità di intervenire. Nella notte del 28 marzo 1885 gli sconcertati soldati della 2ª brigata uscirono da Lạng Sơn. La ritirata verso Thanh Moy e Dong Song fu condotta senza perdite e senza interferenze da parte dei cinesi, ma sia Herbinger sia Schoeffer imposero alle truppe una marcia inutilmente veloce, ed entrambe le metà della brigata erano esauste quando raggiunsero le loro destinazioni.
Brière de l'Isle rimase sbalordito dalla decisione di Herbinger di abbandonare Lạng Sơn. La sua reazione immediata, la sera del 28 marzo 1885, fu quella di inviare a Parigi un cablogramma dal tono pessimista che avrebbe avuto enormi conseguenze politiche due giorni dopo. Il giorno seguente aveva recuperato il suo "sangue freddo".  Passò la maggior parte della giornata a stabilire cosa fosse successo e la sera del 29 marzo 1885 inviò un furioso cablogramma a Herbinger a Thanh Moy, ordinando alla 2ª brigata di mantenere le posizioni a Thanh Moy e Dong Song. Herbinger rimase sconcertato da questo ordine, ritenendo che facesse il gioco del nemico, ma non ebbe altra scelta che obbedire.
Il 30 marzo 1885 i francesi allestirono delle difese a Thanh Moy e Dong Song e si prepararono ad affrontare l'avanzata cinese. Herbinger inviò pattuglie di cavalleria per determinare le esatte posizioni dell'Esercito del Guangxi. Le pattuglie osservarono e segnalarono piccoli gruppi di esploratori cinesi vicino a Cut, sulla Strada del Mandarino, e a Pho Bu, appena a sud di Lạng Sơn. Herbinger ingigantì l'esito di questi rapporti e avvertì Brière de l'Isle che, secondo lui, la brigata rischiava l'accerchiamento. In attesa della risposta del suo superiore, ordinò ai suoi uomini di prepararsi a una difesa estrema, alla baionetta. Con il passare della serata Herbinger divenne sempre più agitato. Andò a letto alle 20:00, convinto che lui e i suoi uomini sarebbero stati circondati e massacrati il mattino seguente. Verso le 21:00 le sentinelle degli avamposti francesi spararono alcuni colpi, pensando di aver visto movimenti nemici intorno alle loro posizioni. Si rivelò un falso allarme e un ufficiale svegliò Herbinger per riferire l'accaduto. La risposta di Herbinger fu illuminante: "Sono malato, e la colonna è malata quanto me! Lasciatemi in pace!".
Un'ora dopo arrivò la salvezza. Alle 22:00 del 30 marzo 1885, dopo aver ricevuto alcuni di telegrammi angosciosi da Herbinger e senza poter controllare se le valutazioni di quest'ultimo fossero corrette, Brière de l'Isle, riluttante, diede a Herbinger il permesso di ripiegare su Chũ "se la ritirata fosse indispensabile". Herbinger emise ordini per un'immediata ritirata della colonna verso Chũ ("Niente esitazioni, partiamo subito") e rispose a Brière de l'Isle "Approfitterò della notte e della luna per ritirarmi, in conformità alle vostre istruzioni".
Nella notte del 30 marzo 1885 la colonna di Herbinger lasciò Thanh Moy e marciò attraverso Deo Quao fino a Dong Song, per ricongiungersi con gli uomini di Schoeffer. Poco dopo la mezzanotte, una piccola gruppo di fanteria leggera cinese sferrò alle posizioni di Schoeffer un debole attacco, che fu facilmente respinto. Poco prima dell'alba, la 2ª brigata riunita uscì da Dong Song e si diresse a sud verso Chũ. Deciso a disfarsi di qualsiasi cosa potesse rallentare la ritirata, Herbinger decise di sacrificare un'altra batteria d'artiglieria e diede ordine che i cannoni della batteria di Roussel venissero chiodati e abbandonati. L'ordine non fu eseguito e la batteria di Roussel arrivò sana e salva a Chũ senza rallentare la colonna. Poco dopo l'alba del 31 marzo 1885, le truppe leggere cinesi raggiunsero la colonna francese vicino al piccolo villaggio di Pho Cam. Herbinger aveva ricevuto da Brière de l'Isle, come rinforzo, uno squadrone di cavalleria Spahi e la fanteria francese aspettava con ansia che ordinasse loro di caricare e disperdere le truppe cinesi. Herbinger ordinò invece di continuare la ritirata. "Si batteva così in ritirata per scaglioni per una decina di chilometri", scrisse in seguito il capitano Lecomte, "3000 uomini fuggivano davanti a da 40 cinesi".

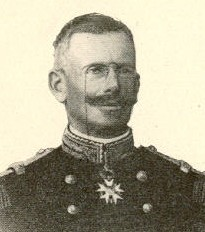
Il tenente colonnello Gustave Borgnis-Desbordes (1839–1900), futuro comandante in capo delle truppe dell'Indocina francese

Herbinger non era a conoscenza del fatto che il 29 marzo 1885, mentre si stava ritirando verso sud, i cinesi demoralizzati stavano tornando verso il passo di Zhennan, diretti ai loro campi trincerati di Bang Bo e Yen Cua Ai. Alcuni vietnamiti raggiunsero i cinesi vicino a Cua Ai la sera del 29 marzo 1885, portando loro la sorprendente notizia che i francesi avevano abbandonato Lạng Sơn ed erano in piena ritirata. Il generale cinese Pan Dingxin invertì marcia del suo malconcio esercito e rioccupò Lạng Sơn il 30 marzo 1855. Pan Dingxin inviò da Lạng Sơn piccole gruppi di fanteria leggera per osservare la ritirata francese, e furono queste unità a prendere contatto con i francesi il 30 marzo 1885 a Dong Song e il 31 marzo 1885 a Pho Cam. Il corpo principale dell'Esercito del Guangxi non era in condizione di inseguire i francesi fino a Chũ e Pan Dingxin si accontentò di un'avanzata limitata a Dong Song e Bắc Lệ. Questa avanzata riportò i cinesi sulle posizioni che occupavano prima della campagna di Lạng Sơn. La decisione di Herbinger di ritirarsi vanificò le faticose conquiste francesi ottenute con la campagna di febbraio.
Quando la 2ª brigata si radunò a Chũ, il 1º aprile 1885, i suoi soldati erano esausti e demoralizzati. Brière de l'Isle, che aveva risposto al cablogramma di Herbinger del 28 marzo 1885 trasferendo il grosso della 1ª brigata di Giovanninelli da Hưng Hóa a Chũ, nominò il colonnello Gustave Borgnis-Desbordes al comando della 2ª brigata. Borgnis-Desbordes cancellò presto il ricordo della pessima leadership di Herbinger e impose la sua forte personalità, emanando il 2 aprile 1885 il seguente ordine del giorno:
Ho ricevuto dal generale l'ordine di fermare con voi, costi quel che costi, qualsiasi movimento in ritirata. È quello che faremo»
Il 5 aprile 1885 Brière de l'Isle arrivò a Chũ e ordinò immediatamente a Borgnis-Desbordes di rioccupare le montagne di Deo Van e Deo Quan. Pensò anche di attaccare i cinesi a Dong Song, ma il corpo di portatori vietnamiti della 2ª brigata si era disperso durante la ritirata, immobilizzandola temporaneamente. Brière de l'Isle stava ancora valutando azioni contro i cinesi quando il 14 aprile 1885 gli giunse la notizia della conclusione dei preliminari di pace.

## L'"affare del Tonchino" e la fine della guerra franco-cinese
A Parigi, l'impatto politico del pessimistico "telegramma di Lạng Sơn" di Brière de l'Isle del 28 marzo 1885 fu epocale. Il telegramma, ripreso dall'agenzia Havas, affermava che "i cinesi, riversandosi in grandi masse su tre colonne, hanno attaccato con impeto le nostre posizioni di fronte a Ki Lua. Il colonnello Herbinger, di fronte a questa grande superiorità numerica e avendo esaurito le munizioni, mi informa che è costretto a retrocedere verso Dong Song e Than Moï". Poi, Louis Brière de l'Isle conclude maldestramente il suo testo con "qualunque cosa accada, spero di essere in grado di difendere l'intero delta" del Fiume Rosso e "chiedo al governo di inviarmi il più presto possibile nuovi rinforzi".. L'emozione suscitata dalla notizia provocò immediatamente un tumulto alla camera dei deputati e portò in solo due giorni (il 30 marzo 1885) alla caduta del governo di Jules Ferry, sotto la pressione dei suoi oppositori all'interno del suo stesso schieramento, la sinistra guidata da Georges Clemenceau. Ferry rese pubblici gli altri telegrammi di Brière de l'Isle e chiese di finanziare l'invio di rinforzi, ma il suo governo fu spazzato via, con 149 voti favorevoli e 306 contrari. La borsa di Parigi reagì immediatamente: il 30 marzo 1885 il valore del prestito statale con cedola del 3% scese di 3,50 franchi in un solo giorno: era sceso solo di 2,50 franchi il giorno della dichiarazione di guerra del 1870. Il 28 marzo 1885 era stata appena approvata una legge per proteggere gli azionisti dal fallimento, nota come "legge sul mercato a termine".
La Cina, da parte sua, aveva subito una grave sconfitta per mano della marina francese il 31 febbraio 1885 durante la campagna delle Pescadores  (evento che ricevette poca attenzione nella Francia metropolitana) e temeva anche una possibile guerra con il Giappone per i contrastanti interessi in Corea. Il governo Qing era quindi insolitamente ansioso di scendere a patti.
Il successore di Jules Ferry agli affari esteri, Charles de Freycinet, avviò i negoziati di pace con i cinesi il 4 aprile 1885, attraverso un protocollo che portò al trattato di Tientsin, firmato il 9 giugno 1885 da Li Hongzhang da Jules Patenôtre, con il quale la Cina riconobbe implicitamente il protettorato francese sul Tonchino e la Francia rinunciò a chiedere un'indennità per l'imboscata di Bắc Lệ.

## L'"affare Herbinger"
Brière de l'Isle era comprensibilmente furioso per la condotta di Herbinger e nell'autunno del 1885 fu aperta ad Hanoi una commissione d'inchiesta per stabilire se la sua decisione di abbandonare Lạng Sơn fosse stata giustificata. La maggior parte degli ufficiali del corpo di spedizione del Tonchino riteneva che Herbinger avesse commesso un errore madornale e sarebbe stata felice di vederlo condannare. Ma Brière de l'Isle e Borgnis-Desbordes, che raccolsero gran parte delle prove contro Herbinger, esagerarono, insinuando che Herbinger fosse ubriaco quando prese la decisione di ritirarsi da Lạng Sơn. Questa squallida accusa sconcertò molti ufficiali e fece guadagnare a Herbinger un certo grado di simpatia.
Herbinger sembrò inizialmente rendersi conto di aver commesso un terribile errore e parlò di recuperare l'onore cadendo in battaglia. Poco dopo la fine della ritirata, qualcuno lo sentì dire: "Chi mai avrebbe potuto dubitare di ciò? Perché i cinesi non ci hanno attaccato? So cosa mi resta da fare: al primo combattimento, mi farò uccidere". Ma la guerra finì prima che Herbinger avesse la possibilità di perdere la vita in battaglia e presto ebbe un ripensamento. Decise di difendere la sua condotta, criticando la decisione di de Négrier di attaccare i cinesi a Bang Bo, sostenendo che il morale della 2ª brigata era basso e affermando che, in quanto ufficiale dell'esercito metropolitano, era stato vittima di un complotto degli ufficiali della Legione e della fanteria di marina che gestivano il Corpo di spedizione del Tonchino. Non c'era molto di concreto in tutto questo, ma a Parigi suonò un campanello d'allarme. Il ministero dell'esercito, allarmato dalla prospettiva di vedere tanti panni sporchi lavati in pubblico, pose fine all'inchiesta. Herbinger si salvò senza una censura formale, ma la commissione d'inchiesta raccomandò che non gli venissero affidati altri comandi sul campo. Morì nel 1886, all'età di 46 anni.

## Significato
Anche a lungo termine le ripercussioni politiche della ritirata dal Lạng Sơn furono notevoli. La fine poco indecorosa della guerra franco-cinese frenò temporaneamente il fervore francese per l'espansione coloniale e culminò nel "dibattito sul Tonchino" del dicembre 1885, in cui la camera dei deputati votò a favore dell'impegno francese nel Tonchino con un margine molto ristretto. Altri progetti coloniali francesi, tra cui la seconda spedizione in Madagascar, furono rinviati per diversi anni,
Mentre era in corso la ritirata da Lạng Sơn, in Francia si diffondevano voci incontrollate, secondo le quali la 2ª brigata era stata sbaragliata e aveva subito perdite spaventose. Queste voci circolarono a lungo e col tempo nacque la leggenda del "disastro di Lạng Sơn", che sarebbe perdurata per decenni. Ancora nel 1934, lo storico francese Auguste Thomazi scriveva: "Ancora oggi, mezzo secolo dopo questi eventi, il nome di questa piccola e insignificante città evoca nelle orecchie dei francesi il ricordo di una grande battaglia perduta".